# Wari (ssaki)
Wari (Varecia) – rodzaj ssaków z rzędu naczelnych i rodziny lemurowatych (Lemuridae). Obejmuje dwa gatunki: wari rudy i wari czarno-biały, oba krytycznie zagrożone wyginięciem endemity madagaskarskich lasów. Zasiedla korony drzew, żywi się owocami, żyje w luźnych grupach. Praktykuje poligamię, ciąża trwa od 99 do 102 dni, po czym matka rodzi 1-5 młodych.

## Budowa

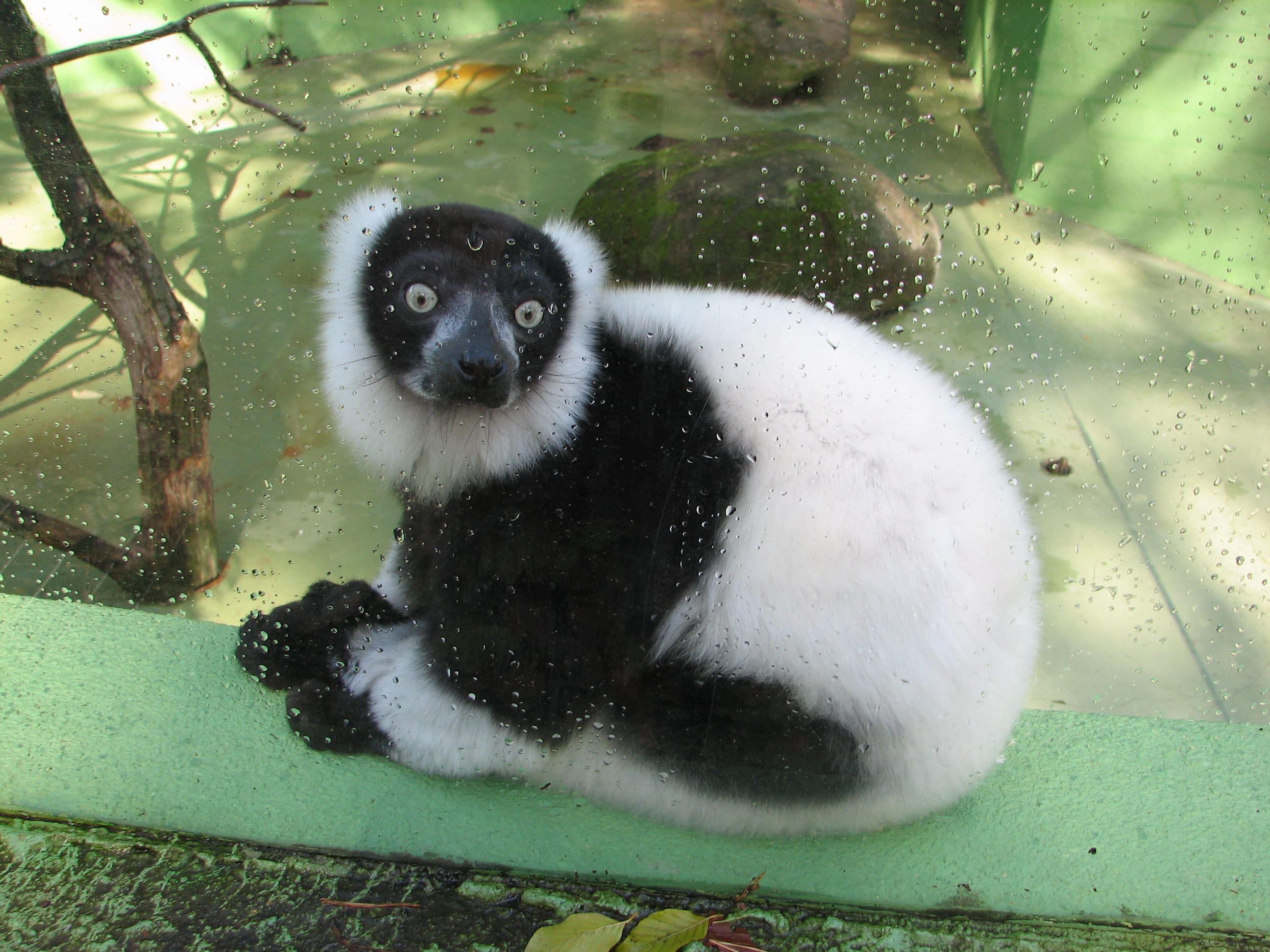
Wari czarno-biały odróżnia się czarno-białym futrem. Podgatunek nominatywny.

Wari są największymi z lemurowatych. Długość ciała (bez ogona) 50–55 cm, długość ogona 60–65 cm; masa ciała 3–3,7 kg. Wari rudy jest nieco większy od wari czarno-białego, który jest z kolei cięższy.
Oba gatunki istotnie różnią się umaszczeniem. Ciało wari czarno-białego pokrywa puszyste futro barwy biało-czarnej, zgodnie z nazwą zwierzęcia. Badacze podkreślają jednak wielką zmienność ubarwienia tego gatunku, wyróżniając kilka form, niektóre wiążąc z odrębnymi podgatunkami. Grzbiet jest zazwyczaj biały u osobników z południa, z czernią ograniczającą się do ramion i boków zwierzęcia. Im bardziej jednak na północ, tym bardziej na grzbiecie wari czarno-białego pojawia się czarny kolor. Pozostawia on jednak biały pas na grzbiecie, białe boki oraz białe przedramiona. Długie, grube białe włosy okalają uszy. Oczy mają barwę żółtą bądź bursztynową. Ciało wari rudego pokrywa natomiast futro głębokiej barwy czerwonego wina, rzadziej czerwonopomarańczowej bądź miodowej (większość ciała zwierzęcia, od policzków i gardła z kępami włosów na uszach przez grzbiet i kończyny), z dodatkiem czerni (na twarzy, czole, ciemieniu, pysku, dolnej stronie ciała, ogonie, wewnętrznych częściach kończyn, stopach) i bieli (na karku). Na pysku, piętach i palcach mogą znajdować się małe, jaśniejsze plamy.

## Systematyka

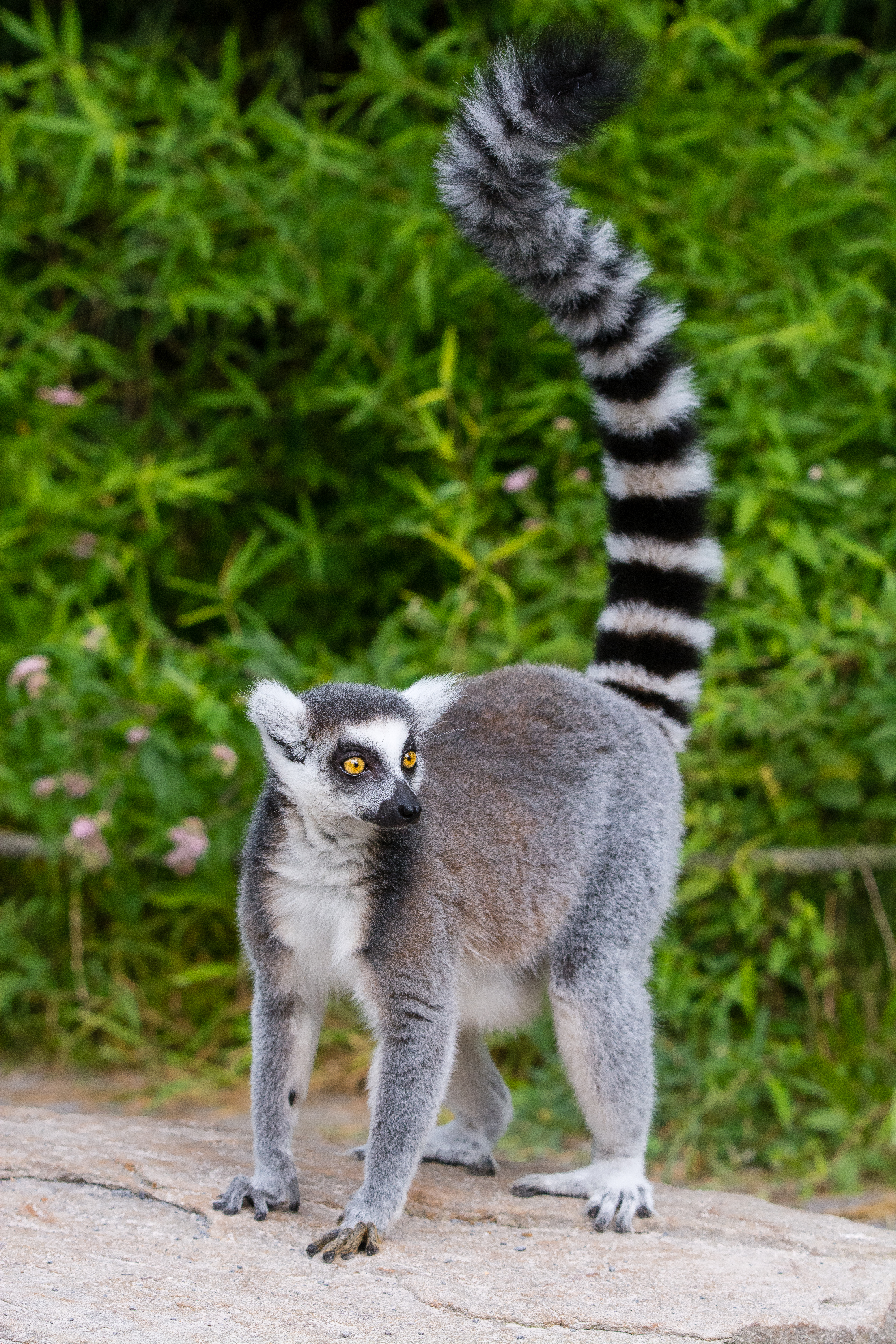
Obecnie wari zaliczany jest do rodziny lemurowatych, których najbardziej znanym przedstawicielem jest lemur katta

Wari czarno-biały po raz pierwszy naukowo opisany został w 1792 roku, czego dokonał angielski przyrodnik Robert Kerr, nadając mu nazwę Lemur macaco variegata, z miejscem typowym Madagaskar. Gatunek umieszczono w rodzaju Lemur, w którym dzisiaj umieszcza się wyłącznie lemura kattę, wari umieszczając w rodzaju Varecia. Malgaska nazwa vari lub varicossi dla wari czarno-białego zaadaptowana przez Buffona w 1765 roku; Dunkel i współpracownicy (2012) sugerują, że nazwa mogła też pochodzić od malgaskiej nazwy „warck” dla wari lub podobnej wielkości lemurów. Kolejny gatunek zgodnie z zasadami nazewnictwa binominalnego opisał pod nazwą Lemur ruber Étienne Geoffroy Saint-Hilaire w 1812 roku, w dalszym ciągu używając rodzaju Lemur. Późniejsi autorzy uznawali go często za podgatunek w obrębie wari czarno-białego.
Wari zalicza się obok czterech innych współczesnych rodzajów do rodziny lemurowatych. Pozostałe to prolemur, maki, lemur i lemuria. Rodzaj lemur w przeszłości obejmował również dzisiejsze wari, aczkolwiek w 1978 roku von Hagen przeniósł je do w ogóle innej rodziny indrisowatych, obejmującej sifaki, indrisy i awahi. Rzeczona propozycja nie spotkała się z dużym uznaniem. W 1994 roku Macedonia i Stanger uznali wari za klad siostrzany kladu obejmującego lemurowate (w dzisiejszym rozumieniu pozostałe lemurowate) i indrisowate, opierając się na badaniach komunikacji. Stanger-Hall w 1997 roku w ogóle wyłączyła wari z Lemuroidea. Późniejsi autorzy nie wsparli i tego pomysłu, wracając do klasyfikacji wari w rodzinie lemurowatych, w odrębnym rodzaju. Przez dłuższy czas był doń zaliczany pojedynczy gatunek, dzielony na dwa podgatunki. Później uznano każdy z nich za osobny gatunek.

### Podział systematyczny
Do rodzaju należą następujące gatunki:
- Varecia variegata (Kerr, 1792) – wari czarno-biały,
- Varecia rubra (É. Geoffroy Saint-Hilaire, 1812) – wari rudy.

## Tryb życia

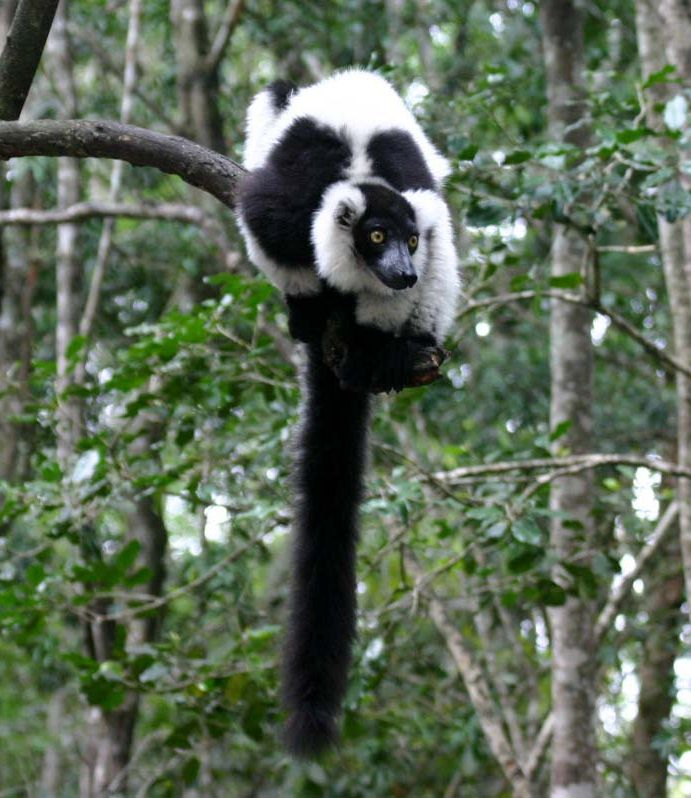
Wari wiedzie nadrzewny tryb życia

Zwierzęta wiodą dzienny tryb życia. Szczyt aktywności wari czarno-biały ma wczesnym rankiem oraz późnym popołudniem. Aktywność może zależeć od pory roku, jak to obserwowano na Nosy Mangabe. Większa aktywność przypada na cieplejsze miesiące, u wari rudego podobnie na porę deszczową. Ponad połowę swego czasu (53%) spędza on na odpoczynku (samce więcej niż samice), 28% na jedzeniu (samice więcej niż samce), natomiast 19% na przemieszczaniu się. Wari czarno-biały 30% czasu poświęca żywieniu się. W czasach obfitości więcej odpoczywa i mniej podróżuje, spędza też czas w wyższych partiach drzew. W odróżnieniu od innych lemurowatych często zwisa z gałęzi, chwytanej tylnymi kończynami.
Oba gatunki żyją w grupach liczących do 16 wari czarno-białych bądź od 5 do 31 wari rudych, które łączą się i rozdzielają (fusion-fission). W takiej grupie żyje kilka samic i kilka samców. Grupa wari rudych zajmuje obszar między 23 a 58 ha i w razie potrzeby broni swego terenu. Zajmowany przez jedną grupę gatunku nominatywnego teren wyniósł 197 ha. Zagęszczenie od 0,4 do 51 osobników na km².
Badania podgatunku południowego wari czarno-białego z Parku Narodowego Ranomafana i Specjalnego Rezerwatu Manombo wykazały monogamię, ogólnie jednak oba gatunki są poligamiczne. Rozród wykazuje zmienność rok do roku. Cykl płciowy samicy trwa 30 dni. Tylko podczas rui srom samicy wari czarno-białego otwiera się, przez większość życia pozostając zamknięty, a okres płodności samicy w cyklu trwa zaledwie 1 dzień. Kopulacje obu gatunków zachodzą od maja do lipca. Ciąża trwa od 99 do 106 dni u wari czarno-białego, u rudego źródła podają 102 dni. Samica zazwyczaj wydaje na świat 2–3 młode, aczkolwiek w niewoli obserwowano ich od 1 do 5. Noworodek rozwinięty jest słabo, ważąc niespełna 100 g u wari czarno-białego. Przebywa w gnieździe, które matka wari czarno-białego wyściela własnym futrem wyrwanym z boków ciała. Matka początkowo karmi go mlekiem. W opiece nad młodymi uczestniczą też inne osobniki danej grupy wari czarno-białych. Samica wari czarno-białego osiąga dojrzałość płciową w wieku poniżej dwóch lat. Samcom zabiera to 3 lata. Samica wari rudego osiąga dojrzałość płciową po dwóch latach życia, podczas gdy samcom zabiera to dwa razy tyle czasu. Długość życia wari czarno-białego wynosi w niewoli 35 lat.

## Rozmieszczenie geograficzne
Rodzaj obejmuje gatunki występujące na Madagaskarze. Wari rudy cechuje się niewielkim zasięgiem występowania, ograniczonym do półwyspu Masoala na północnym wschodzie wyspy, na północ od zatoki Antongila. Od wari czarno-białego odgradza go rzeka Antainambalana. Wari czarno-biały zależnie od podgatunku zasiedla następujące tereny:
- V. variegata variegata – środkowo-wschodni Madagaskar, od rzeki Anove (między Soanierana Ivongo i Mananara) na południe do regionu na południe od Mananjary aż do rzek Manampatrana lub Mananara; obecnie zasięg występowania bardzo rozproszony,
- V. variegata editorum – środkowo-wschodni Madagaskar, zasięg rozciągający się bardzo fragmentarycznie od Parku Narodowego Mantadia na południe do nieco na południe od Mananjary; rozmieszczenie editorum i variegata wydają się pokrywać,
- V. variegata subcincta – północno-wschodni Madagaskar, od rzeki Antainambalana (region Maraontsetra) na południe do rzeki Anove (między Soanierana Ivongo i Mananara); dawniej na południe aż do regionu Toamasina. Introdukowany na Nosy Mangabe (Zatoka Antongila) w latach 30. XX wieku[11].

## Ekologia
Siedliskiem życia obu gatunków wari są madagaskarskie lasy, przy czym wari rudy ma węższą niszę ekologiczną. Zasiedla on tropikalne wilgotne lasy nizinne, zarówno pierwotne, jak i wtórne, sięgające wysokości 2100 m nad poziomem morza, preferując piętro koron i grube drzewa. Podgatunek północny gatunku nominatywnego preferuje również lasy nizinne, podgatunek południowy zasiedla lasy nizinne bądź na średniej wysokości, żyjąc także w lasach wtórnych. Wari czarno-biały zamieszkuje lasy do wysokości 1300 m nad poziomem morza.
Wari jest owocożercą, uzupełniającym dietę liśćmi, kwiatami, nektarem i nasionami. Rozsiewa owoce. Połyka też glebę.

## Zagrożenia i ochrona

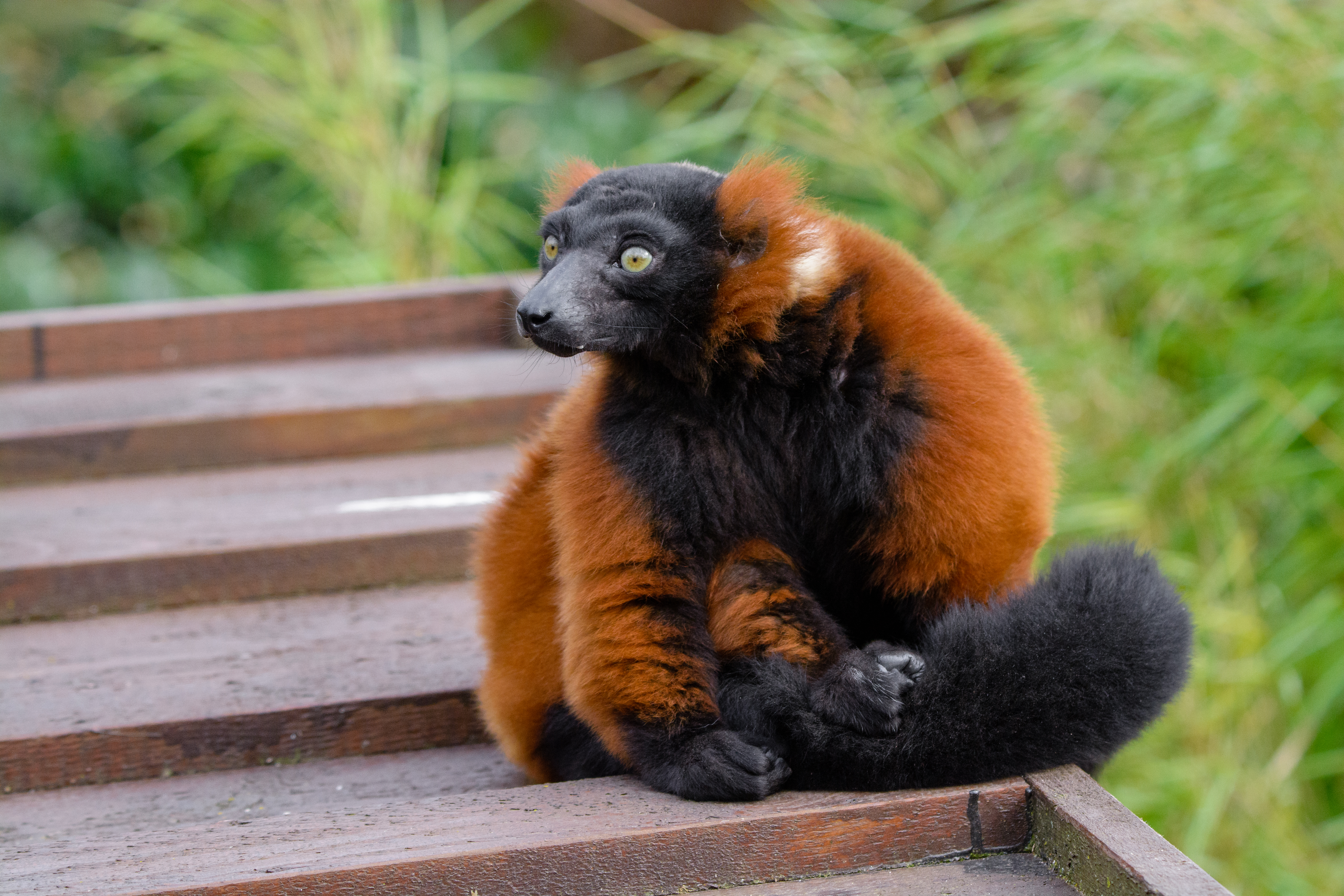
Wari rudy jest hodowany w ogrodach zoologicznych Ameryki i Europy

Wszystkie gatunki umieszczone w rodzaju są krytycznie zagrożone wyginięciem, głównie z powodu niszczenia ich środowiska życia na skutek wylesiania i rozwoju rolnictwa, a także nielegalnych polowań. Wari rudy jest hodowany w ogrodach zoologicznych Ameryki i Europy, jednak trzymane tam populacje cechuje niska zmienność genetyczna.